# SV Schwechat
SV Schwechat is een Oostenrijkse voetbalclub uit Schwechat, aan de rand van de hoofdstad Wenen. De club heeft een gecompliceerde geschiedenis die teruggaat tot 1899.

## Geschiedenis

### Graphia Wien (1899-1907) & ASK Schwechat (1903-1907)
De geschiedenis van de club begint bij twee clubs; SK Graphia Wien en ASK Schwechat. Graphia werd in 1899 opgericht in het Weense stadsdeel Wiener Landstraße. De club nam in 1900/01 deel aan het allereerste officieuze Oostenrijkse landskampioenschap, de Tagblatt-Pokal en startte in de tweede klasse. In het eerste seizoen werd de club kampioen en promoveerde samen met Hernalser F.u.AC Vorwärts naar de eerste klasse. De club werd twee keer voorlaatste in de eindstand. In 1903 was de laatste editie van de Tagblatt-Pokal. Het volgende jaar verhuisde de club naar het stadsdeel Margareten en één jaar later ging de club naar Schwechat, net buiten Wenen.
Op 22 augustus 1903 werd ASK Schwechat officieel opgericht. Op 11 september 1904 kreeg de club een eigen stadion. Een van de eerste sterren van de club was Engelbert König die nog voor het nationale elftal zou spelen.
In 1906/07 namen beide clubs deel aan het nog officieuze Oostenrijkse kampioenschap en fuseerden uiteindelijk. De fusieclub nam de naam SC Germania Schwechat aan.

### SC Germania Schwechat (1907-1927)
SC Germania Schwechat ontwikkelde zich al snel tot een veelgevraagde tegenstander van de Weense clubs, maar speelde ook tegen internationale clubs. Op 9 mei 1909 speelde de club tegen viervoudig Engels kampioen Sunderland AFC en verloor met 0-5. In 1913/14 werd voor het eerst een provinciekampioenschap georganiseerd in Niederösterreich; Germania bereikte de finale en won daarin van 1. Stockerauer Sportvereinigung 07 met 7-0 en 2-2. Na het einde van de Eerste Wereldoorlog werd de club toegelaten tot het officiële kampioenschap van Oostenrijk dat enkel toegankelijk was voor clubs uit Wenen en directe omgeving. In het eerste seizoen (1929/20) werd de club meteen vicekampioen achter Hakoah Wien. In de¨ÖFB-Cup werd een recordoverwinning behaald van 21-0 tegen SC Tulln. Adi Fischera scoorde negen keer. Het volgende seizoen werd regerend Hongaars kampioen MTK Boedapest verslagen. In de competitie werd een derde plaats bereikt, met twee punten achterstand op kampioen FC Ostmark Wien.
1921/22 verliep nog dramatischer. Germania voerde lang de tabel aan en speelde drie wedstrijden voor het einde van het seizoen gelijk tegen Wiener Sportfreunde. Hierdoor kwamen op het einde van het seizoen Wiener AC en SK Slovan Wien op gelijke hoogte met de club, WAC werd kampioen. Germania greep voor de derde keer op rij langs de promotie, de pil werd nog bitterder toen bekend werd dat de Wiener Sportfreunde zich onrechtmatig versterkt hadden met Johann Baar, een speler van WSC die dat jaar landskampioen geworden was. Germania diende een klacht in maar deze werd afgewezen. De club was nu over zijn hoogtepunt heen en eindigde de volgende seizoenen in de middenmoot. In 1926/27 werd de club laatste met zes punten, zonder ook maar één wedstrijd te winnen dat seizoen. Het grootste deel van de spelers verhuisden naar SK Neukettendorf die als opvolger van de club wordt gezien.

### SK Neukettendorf (1927-1934)
SK Neukettendorf was een club die in de VAFÖ (concurrerende voetbalbond) speelde. De club kon zich snel opwerken van de derde naar de eerste klasse en trok zo'n 2000 toeschouwers. Met de versterking van de Germania spelers deed de club het nog beter. In 1933 fuseerde de club met Amateure XI uit Simmering en nam opnieuw de naam SC Germania Schwechat aan.

### SC Germania Schwechat & Phönix Schwechat (1934-1945)
Vanaf 1934/35 speelde Germania terug in de tweede klasse die nu opgedeeld was in een klasse noord en zuid. Na enkele plaatsen in de middenmoot degradeerde de club in 1937. In 1942 promoveerde de club opnieuw naar de tweede klasse en bereikteo ook de halve finale van de beker van Ostmark, een voorronde van de DFB-Pokal en verloor daarin met 1-6 van Wiener AC. Nadat het eigen terrein verwoest werd door een bomaanslag in 1944 fuseerde de club met Phönix Schwechat.
Phönix Schwecaht was lange tijd de plaatselijke rivaal van Germania en was een van de sterkste clubs van de VAFÖ-liga. De beroemdste speler van de club was Rudolf Vytlacil. Onder de naam ASK Schwechat speelde de club in 1934/35 in de tweede klasse noord (niet in dezelfde groep als Germania) en werd vierde. Twee seizoenen later werd zelfs de derde plaats bereikt. In 1937 werd de nam Phönix dan aangenomen en in 1939 degradeerde de club. De terugkeer volgde in 1943.
Voor het seizoen 1944/45 trad de fusieclub weer aan onder de naam ASK Schwechat maar dat seizoen werd niet vervolledigd door het einde van de Tweede Wereldoorlog.

### 1. Schwechater SC (1945-1979)
Na de oorlog werd de naam veranderd in 1. Schwechater SC. In 1946/47 leek de club helemaal op weg op een promotie naar de hoogste klasse en op twee speeldagen voor het einde van het seizoen leek alles in kannen en kruiken met drie punten voorsprong op SC Rapid Oberlaa maar Schwechater verloor beide wedstrijden en Oberlaa won twee keer waardoor Rapid één punt voorsprong telde en promoveerde. Het volgende seizoen kwam de club ook slechts één puntje te kort op SC Rasenspieler Hochstädt. Door een herstructurering van de competitie na seizoen 1949/50 degradeerde de club naar de derde klasse ondanks een knappe vijfde plaats. De club keerde terug in 1956/57 en behaalde goede resultaten. In 1959 werd de tweede klasse (Staatsliga B) afgeschaft en vervangen door de Regionalliga. Schwechater werd ingedeeld in de Regionalliga Ost en werd kampioen met zeven punten voorsprong.
In het eerste seizoen in de hoogste klasse kon de club zich net redden met één punt voorsprong op degradanten Austria Salzburg en Wacker Wien. Twee seizoenen later werd de club zesde en deed het in 1963/64 nog beter met een vierde plaats. Tegen grote clubs als Rapid Wien kwamen er 11 000 toeschouwers opdagen. De club speelde zelfs Europees voetbal in de Intertoto Cup en werd laatste in de groepsfase maar kon wel het Nederlandse Ajax Amsterdam met 5-2 verslaan. In 1966 vormde de club een speelverbond (spielgemeinschaft) met FK Austria Wien, maar dit ging uiteindelijk niet door. 1. Wiener Neustädter SC werd gered van degradatie doordat de plaats van Schwechater vrij kwam en daardoor moest Schwechater degraderen naar de Regionalliga. Daar werd de club tweede met één punt achterstand op SC Eisenstadt. In de beker bereikte de club wel de halve finale maar verloor daarin van LASK Linz. Twee seizoenen later werd de club opnieuw tweede, dit keer achter First Vienna. De volgende seizoenen eindigde Schwechater in de subtop. Maar na de oprichting van de Nationalliga als nieuwe tweede klasse met slechts één reeks en niet drie zoals voorheen degradeerde de club opnieuw naar de derde klasse.

### SV Schwechat (1979-)
Op 1 september 1979 fuseerde de club met Sportvereinigung Schwechat en nam zo de huidige naam aan. De club won zowel in 1983, 1984 als in 1985 de Wiener Liga maar kon pas bij de derde poging promoveren naar de tweede klasse. Na één seizoen degradeerde de club echter weer. Sindsdien speelt de club in de Regionalliga Ost en probeert nog steeds terug te keren. In 1994 en 1998 werd de club tweede. In 2002/03 werd de club dan eindelijk kampioen en mocht zo deelnemen aan de eindronde om te promoveren. De club nam het op tegen SpG WSG Wattens/FC Wacker Tirol en verloor met 0-0 en 2-3, beide wedstrijden trokken 22500 toeschouwers. In de volgende seizoenen kon de club geen aanspraak meer maken op promotie. In 2008 degradeerde de club naar de Wiener Liga, maar kon na één seizoen terugkeren.

## 1. Schwechater in Europa
#Q = #voorronde, #R = #ronde, Groep = groepsfase, 1/8 = achtste finale, 1/4 = kwartfinale, PUC = punten UEFA coëfficiënten 
| Seizoen | Competitie                 | Ronde | Land               | Club            | Score    | PUC |
| ------- | -------------------------- | ----- | ------------------ | --------------- | -------- | --- |
| 1963/64 | International Football Cup | Groep | Vlag van Zweden    | IFK Norrköping  | 1-2, 1-4 |     |
|         |                            | Groep | Vlag van Nederland | Ajax            | 5-2, 2-4 |     |
|         |                            | Groep | Vlag van Duitsland | Tasmania Berlin | 1-1, 2-4 |     |